# Hansa-Gymnasium Hansestadt Stralsund

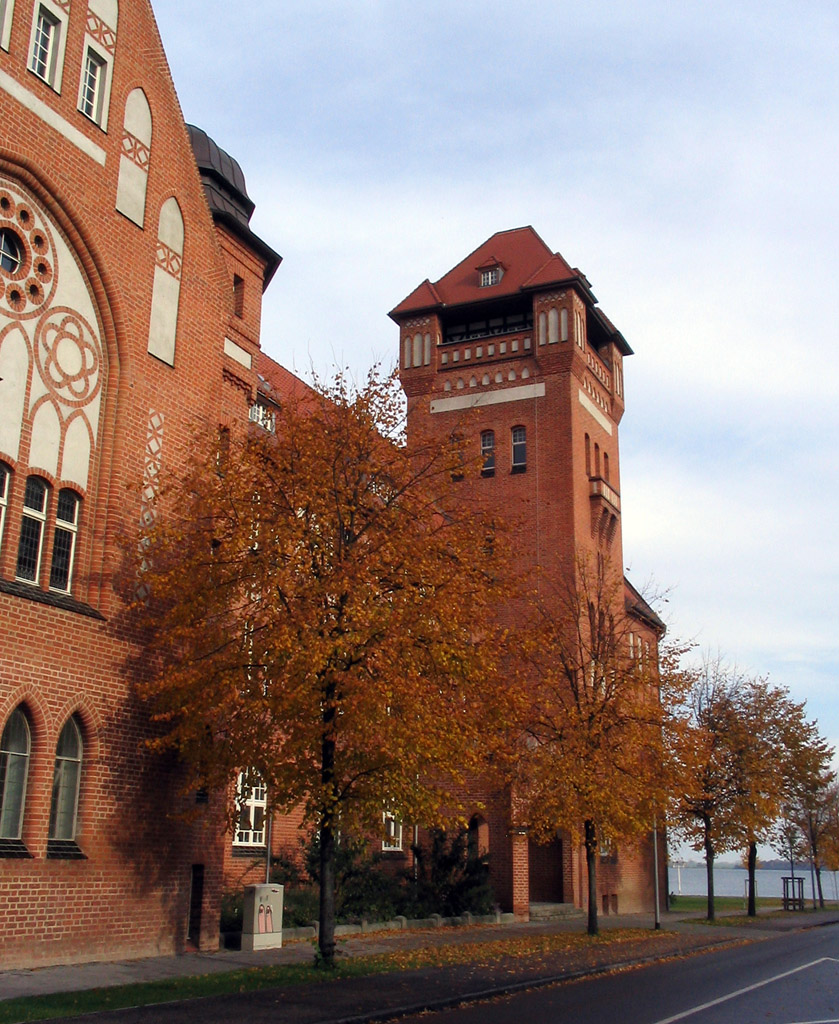
Hansa-Gymnasium

Das Hansa-Gymnasium Hansestadt Stralsund ist ein Gymnasium in der Hansestadt Stralsund.

## Schulkonzept
Das Gymnasium ist dreizügig angelegt und zählte im Schuljahr 2010/2011 680 Schüler. Es werden das Modell der offenen Ganztagsschule für die Orientierungsstufe, die Sekundarstufe I und das Modell der teilweise offenen Ganztagsschule für die Sekundarstufe II praktiziert.

## Geschichte
Im Jahre 1560 wurde im ehemaligen Dominikanerkloster St. Katharinen das Gymnasium Stralsund gegründet, das bis ins 19. Jahrhundert die einzige öffentliche Schule der Stadt Stralsund blieb.
Das Schulgebäude der heutigen Hansa-Schule wurde am 22. Dezember 1913 als Höhere Mädchenschule eröffnet, nachdem am 18. September 1911 der Grundstein für dieses Bauwerk gelegt wurde. Der damalige Bürgermeister Stralsunds, Ernst Gronow, äußerte sich auf der Veranstaltung dazu:

„Es mögen größere und prächtigere Schulhäuser in Preußen genug vorhanden sein, aber in einer Beziehung ist dieses Schulhaus unerreichbar. Wenn Sie von den Wandelgängen der oberen Etage dieses Hauses an einem klaren Sommer- oder Wintertag durch die Fenster hinausblicken, vor sich den Sund, belebt mit Booten und Schiffen, gegenüber die Insel Rügen, links die Insel Ummanz, darüber hinaus in dämmeriger Ferne Hiddensee, und dahinter das freie Meer, und wenn Sie dann den Turm besteigen und rückwärts ihre Blicke wenden über die Stadt, und zu Ihren Füßen das Johanniskloster sehen und dahinter das alles umkränzt von einem Kranz von Seen, dann müssen Sie bekennen, eine schönere Lage kann kein Schulhaus in unserem Vaterland haben.“

Am 1. April 1914 wurde der Höheren Mädchenschule das Oberlyzeum angegliedert. Dieses sollte laut Ministerbeschluss vom 28. März 1915 fortan den Namen Hansa-Schule am Sunde tragen, wobei sich der Name Hansa von der mittelalterlichen Handelsorganisation Hanse ableitete.
Im Zweiten Weltkrieg brachte die deutsche Wehrmacht im Backsteingebäude der Schule eine Krankenstation unter; im August 1943 wurde daher die Schule nach Bergen auf Rügen ausgelagert. Am 1. Oktober 1944 begann in der Hansa-Schule das Wintersemester der Ingenieurschule für Luftfahrttechnik (IfL), die von Thorn kommend zum Sommersemester 1945 nach Wyk auf Föhr weiterzog. Auch nach dem Zweiten Weltkrieg wurde das Gebäude zunächst wieder zweckentfremdet benutzt: Eine Typhus-Krankenstation war hier eingerichtet worden. Bereits Ende 1945 wurde jedoch auf Befehl der Sowjetischen Militäradministration die Schule wieder genutzt.
Durch die Zusammenlegung mit der Schiller-Oberschule, einer Jungenschule, die am 10. November 1945 aus den Resten des Gymnasiums und der Ferdinand-Schill-Oberschule in der Bleistraße gebildet worden war, wurde 1947 das Lyzeum aufgelöst und als koedukative Oberschule, seit 1959 Erweiterte Oberschule (EOS) geführt; sie war die einzige derartige Einrichtung in Stralsund.
1948 kam es hier zu zwei Flugblattaktionen gegen das Verbot der Schülerzeitung und gegen die Politik der SED. Die Verantwortlichen konnten nicht ermittelt werden, doch am 19. November 1948 wurden die drei Schüler Wolfgang Wober, Klaus Schikore und Jürgen Handschuk aus dem Unterricht heraus verhaftet. Sie wurden 1949 zu hohen Haftstrafen verurteilt, und Handschuk starb 1950 im Zuchthaus Waldheim. Seit 2000 erinnert eine Gedenktafel im Hansa-Gymnasium an ihren Fall.
Im August 1991 wurde die Schule nach einer Sanierung in ein Gymnasium umgewandelt. In den Jahren 2000 und 2001 wurden die Schüler aufgrund der Sanierung in der Pestalozzi-Schule Stralsund unterrichtet.
Ein nachgebauter Einbaum erinnert an den Fund der Einbäume vom Strelasund auf dem Gelände vor dem Schulgebäude im Jahr 2002.

## Das Schulgebäude
Das Hansa-Gymnasium ist in einem dreigeschossigen Backsteinbau untergebracht, das architektonisch herausragend am Ufer des Strelasundes am Anfang einer Uferpromenade steht. Es ist im Jugendstil mit Elementen der Neugotik errichtet worden.
Kennzeichnend sind die Treppentürme mit Kupferdach und ein Aussichtsturm sowie ein imposanter Haupteingang. Etagenweise wechseln sich Rundbogen-, Spitzbogen- und Rechteckfenster ab.
Das Gebäude steht unter Denkmalschutz. Es liegt im Kerngebiet des von der UNESCO als Weltkulturerbe anerkannten Stadtgebietes des Kulturgutes „Historische Altstädte Stralsund und Wismar“. In die Liste der Baudenkmale in Stralsund ist es mit der Nummer 190 eingetragen.
Vom Sommer 2000 bis Herbst 2001 wurde das Haus komplett saniert.
Auf dem Hof ergänzt ein funktionaler Anbau seit dem Jahr 2002 die Unterrichtsräume. Er wird für den Fachunterricht in Chemie, Biologie, Physik und Informatik genutzt.

## Partnerschulen
Das Hansa-Gymnasium unterhält Partnerbeziehungen zu drei Schulen in Deutschland: dem Dietrich-Bonhoeffer-Gymnasium in Metzingen, dem Gymnasium Essen-Werden und dem Essener Gymnasium am Stoppenberg. Außerdem existiert eine Partnerschaft zum 1. Gimnazija Ventspils in Ventspils (Lettland).

## Auszeichnungen
- 2020 „Denk mal! Preis für Kinder und Jugendliche 2020“ des Landes Mecklenburg-Vorpommern[5]

## Bekannte Lehrer
- Heinrich Stengel (1946–1959), Fachlehrer Latein, Numismatiker